# Дворец Стокле
Дворец Стокле́ (фр. Palais Stoclet, нидерл. Stocletpaleis) — дом банкира, промышленника и мецената Адольфа Стокле (1871—1949), построенный для него в 1905—1911 годах на окраине Брюсселя по проекту одного из самых радикальных представителей Венского сецессиона — Йозефа Хоффмана. В истории европейской архитектуры здание отражает основные принципы и апогей геометрического течения в искусстве венского модерна и переход к новому искусству периода модернизма. Дворец Стокле в значительной степени известен по золочёному фризу в его парадной столовой, шедевру австрийского художника Густава Климта. В 2009 году дом Стокле включён в число памятников Всемирного наследия ЮНЕСКО.
Во время первого осмотра дворца делегацией бельгийского союза архитекторов 22 сентября 1912 года один из посетителей в восторге закричал: «Мне кажется, я на планете Марс!» Проект Хоффмана никак не соотносился с архитектурными традициями, известными в Бельгии. Бельгийские архитекторы комментировали увиденное одновременно со скепсисом и эйфорией: «Конечно, это искусство, но очень интеллектуальное искусство». Кубическое строение, похожее на крепость, благодаря своему облицованному белым мрамором фасаду странным образом парило в воздухе, удерживаемое как будто только бронзовыми бордюрами. У дворца было два «лица», чтобы большая семья Стокле могла наслаждаться всеми преимуществами как городского, так и загородного дома. Стороной, обращённой к улице, особняк выглядел представительным дворцом с модернистским фасадом, а скульптурно украшенный садовый фасад с эркерами, балконами и террасами превращал его в пригородную виллу.

## История и архитектура
Особняк Стокле стал главным произведением Венских мастерских. Здание построено из кирпича, снаружи и внутри облицовано мраморными плитами. Имеет сложную планировку: большой внутренний сад, крытые переходы, верхние террасы и сад на крыше. Ступенчатая башня украшена бронзовой скульптурой. Используя многообразие сочетаний плоскостей, квадратов и прямых линий, выступов и ритмических «сдвигов», Йозеф Хоффман сумел создать выразительный образ в стиле геометрического течения модерна. Напряжённая ритмика горизонталей и вертикалей, мелкая расстекловка окон, орнамент из квадратов и прямоугольников, шахматная клетка, наиболее ярко явленные именно в этой постройке, стали «фирменным знаком» Йозефа Хоффмана. За пристрастие к геометрическим формам Хоффмана называли «подлинным вагнерианцем», а за характерные прямоугольные формы — «дощатым» и «квадратным Хоффманом» (Quadratl Hoffmann).

## Интерьер

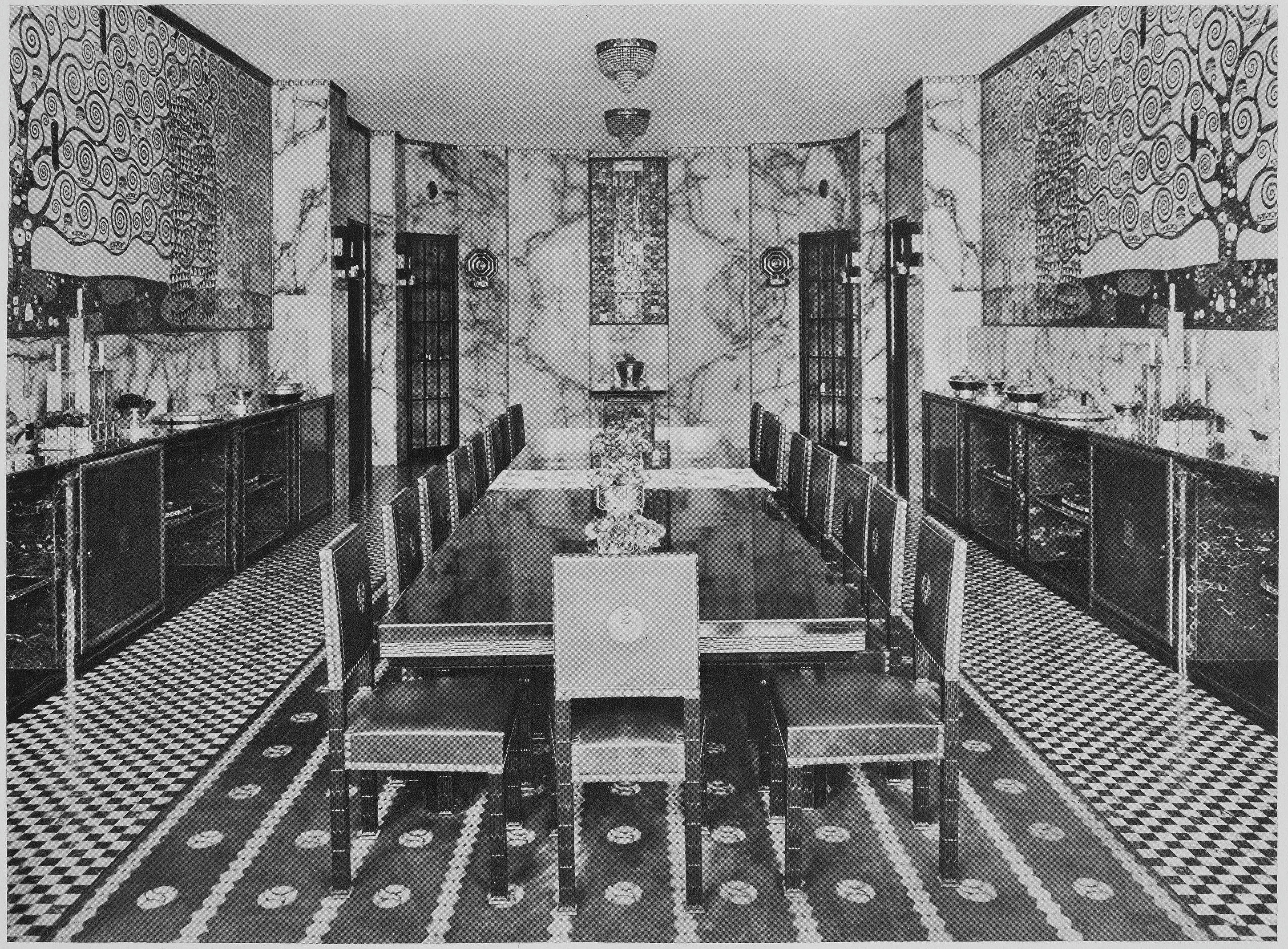
Столовая. Художники Венских мастерских. Фотография 1914 г.

Интерьеры и мебель, созданные художниками Венских мастерских, должны были составить единое целое с архитектурой Хоффмана. Их сравнивают с серией сценических декораций, калейдоскопом необычайных видов из одной комнаты в другую. Стены и полы из белого, чёрного и зелёного мрамора сочетаются с золочёной бронзой и цветом натурального дерева. В особняке находилась коллекция произведений восточного искусства, что во многом определило стиль оформления интерьеров здания. Столовую дворца украсил фриз «Древо жизни» в сложной технике живописи, мозаики и инкрустации, эскизы для которого подготовил Густав Климт. На золотом фоне представлено дерево из изогнутых ветвей и спиралей. Треугольные листья и круглые цветы — символы жизни, почерпнутые Климтом из книг Зигмунда Фрейда, которыми художник увлекался в то время. Панно «Древо жизни» относят к «золотому периоду» творчества художника, отчасти из-за его увлечения византийскими мозаиками после его путешествия в Венецию и Равенну. Дом Стокле называют музеем сецессионизма. В создании его интерьеров принимали участие Коломан Мозер, Михаэль Повольни, Франц Мецнер, Рихард Лукш, Карл Отто Чешка, Елена Лукш-Маковская. Каждая деталь дома, включая прямоугольную мраморную ванну, оформлена мраморными инкрустациями и скульптурой. Особняк Стокле является объектом Всемирного наследия ЮНЕСКО.
В доме, интерьеры которого хранят первоначальные отделку и меблировку, в разные годы бывали Кокто, Дягилев, Стравинский. Он находится в собственности потомков Стокле и закрыт для туристов. До 2002 года в нём проживала невестка Адольфа Стокле.

Панно Климта «Древо жизни» в столовой особняка Стокле
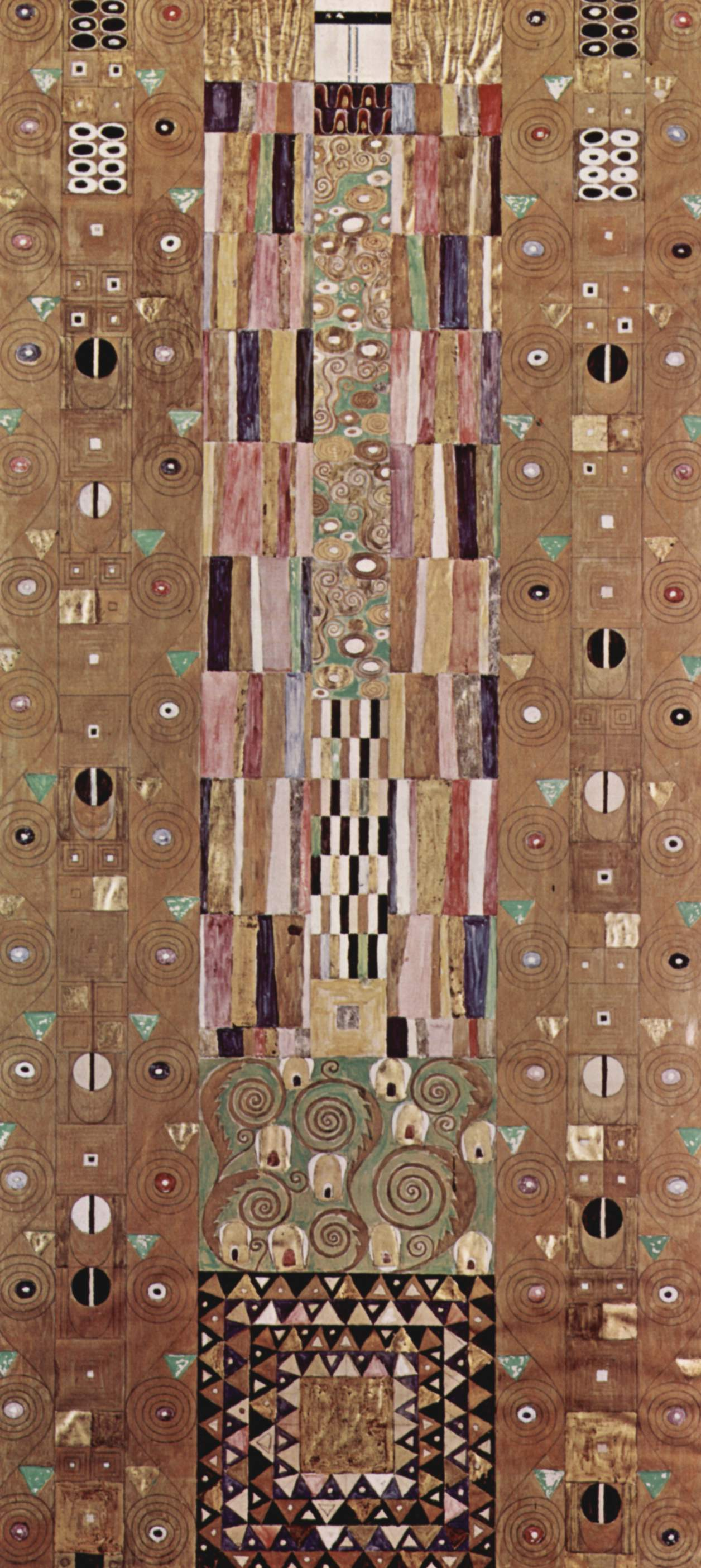
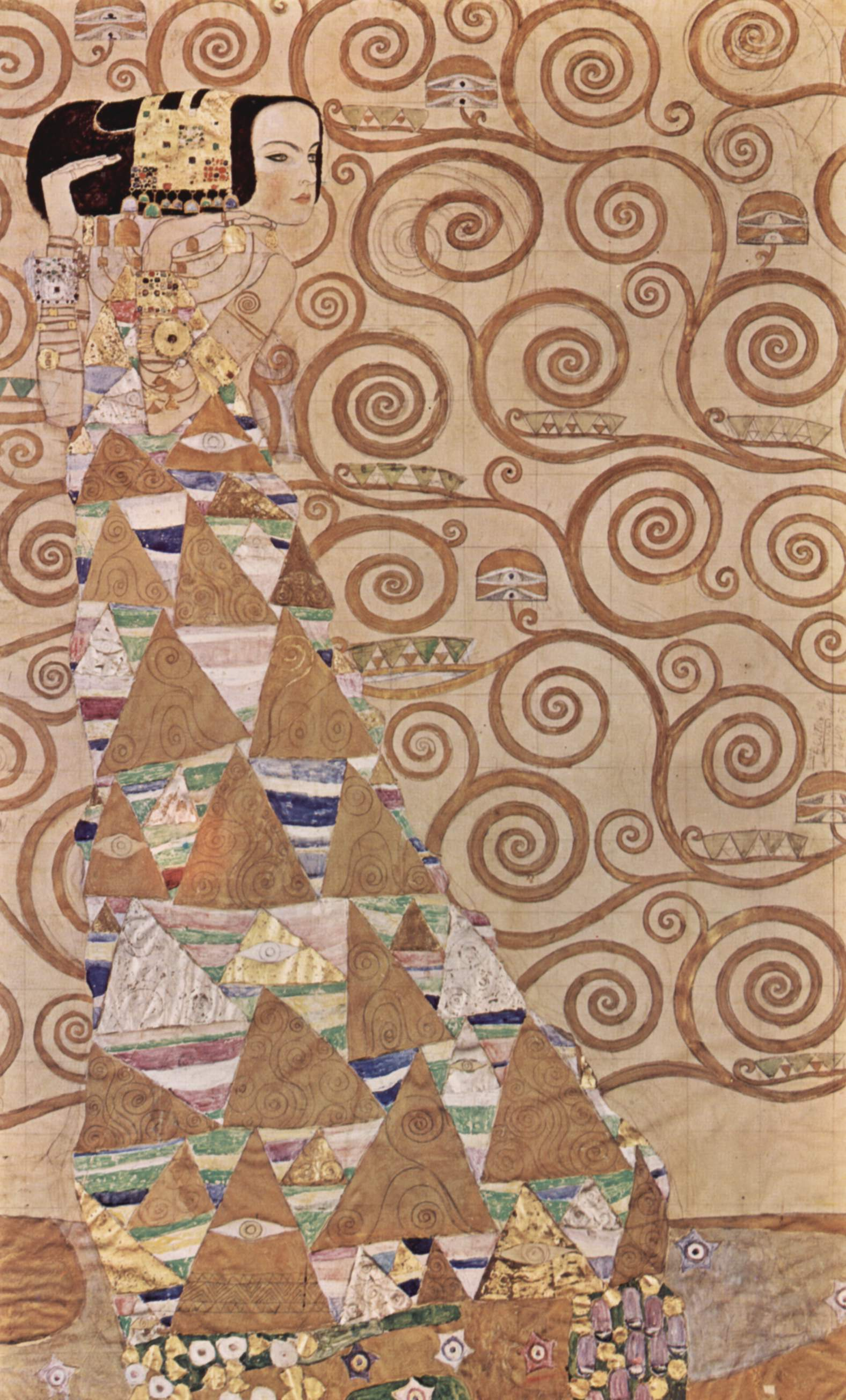
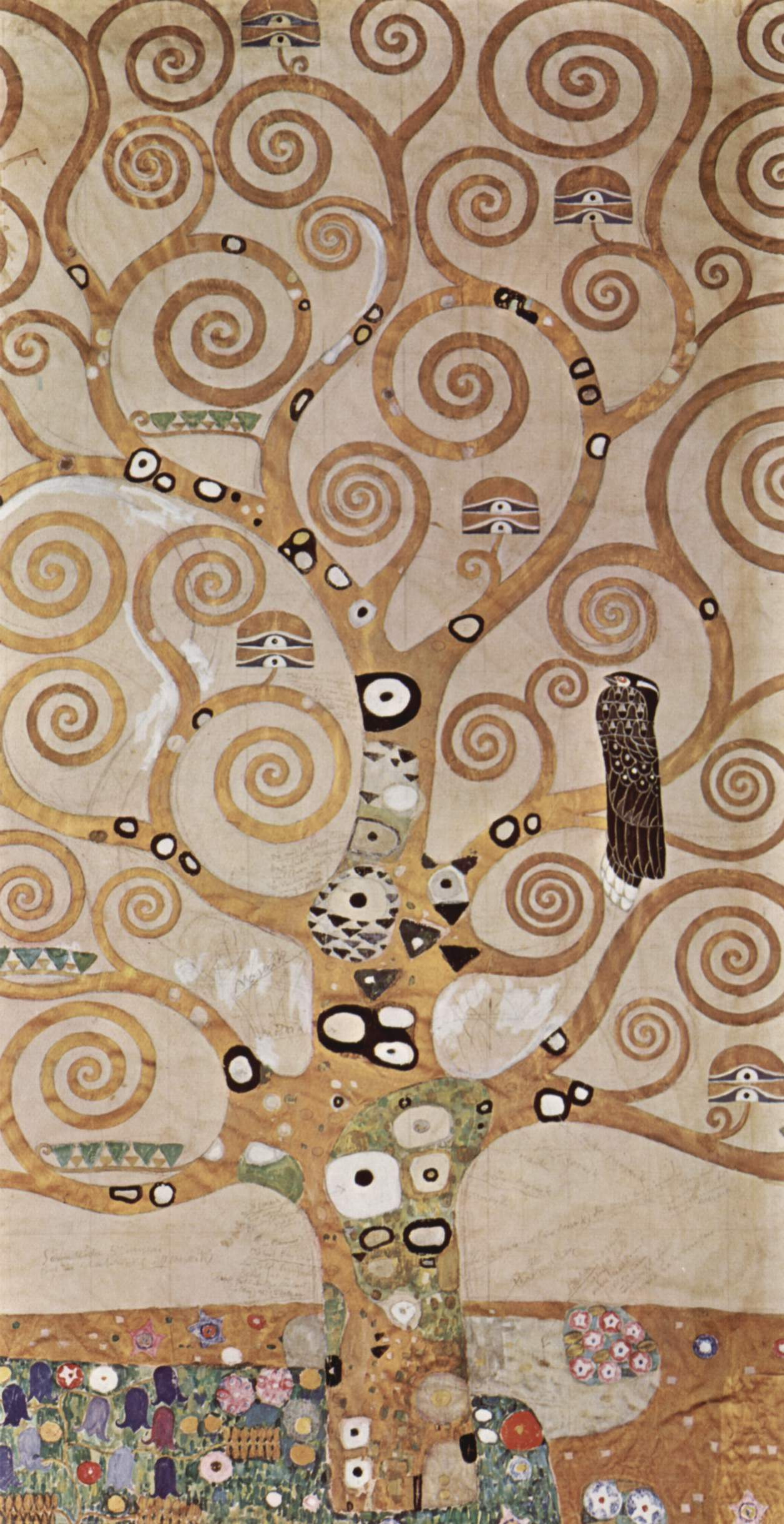
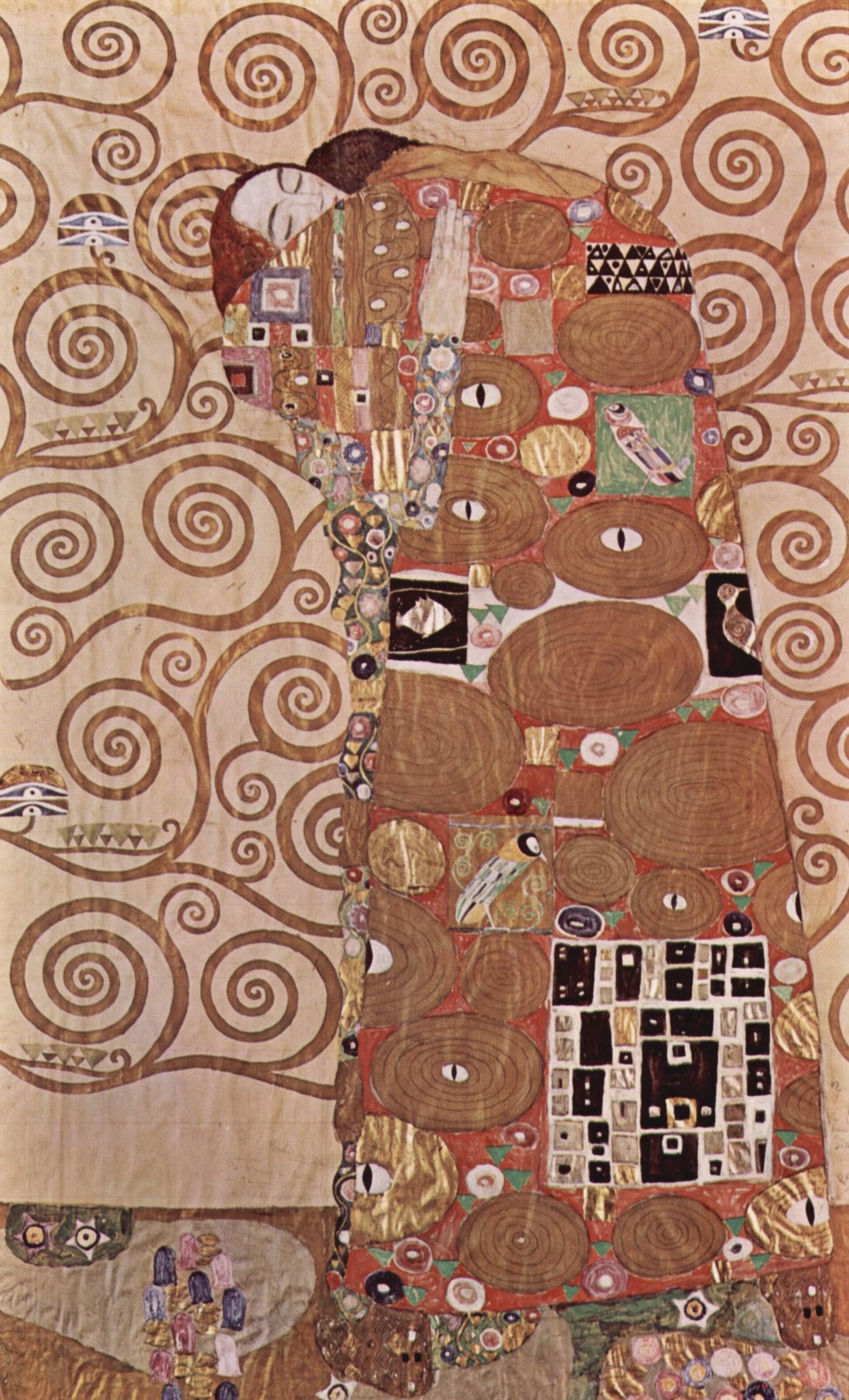
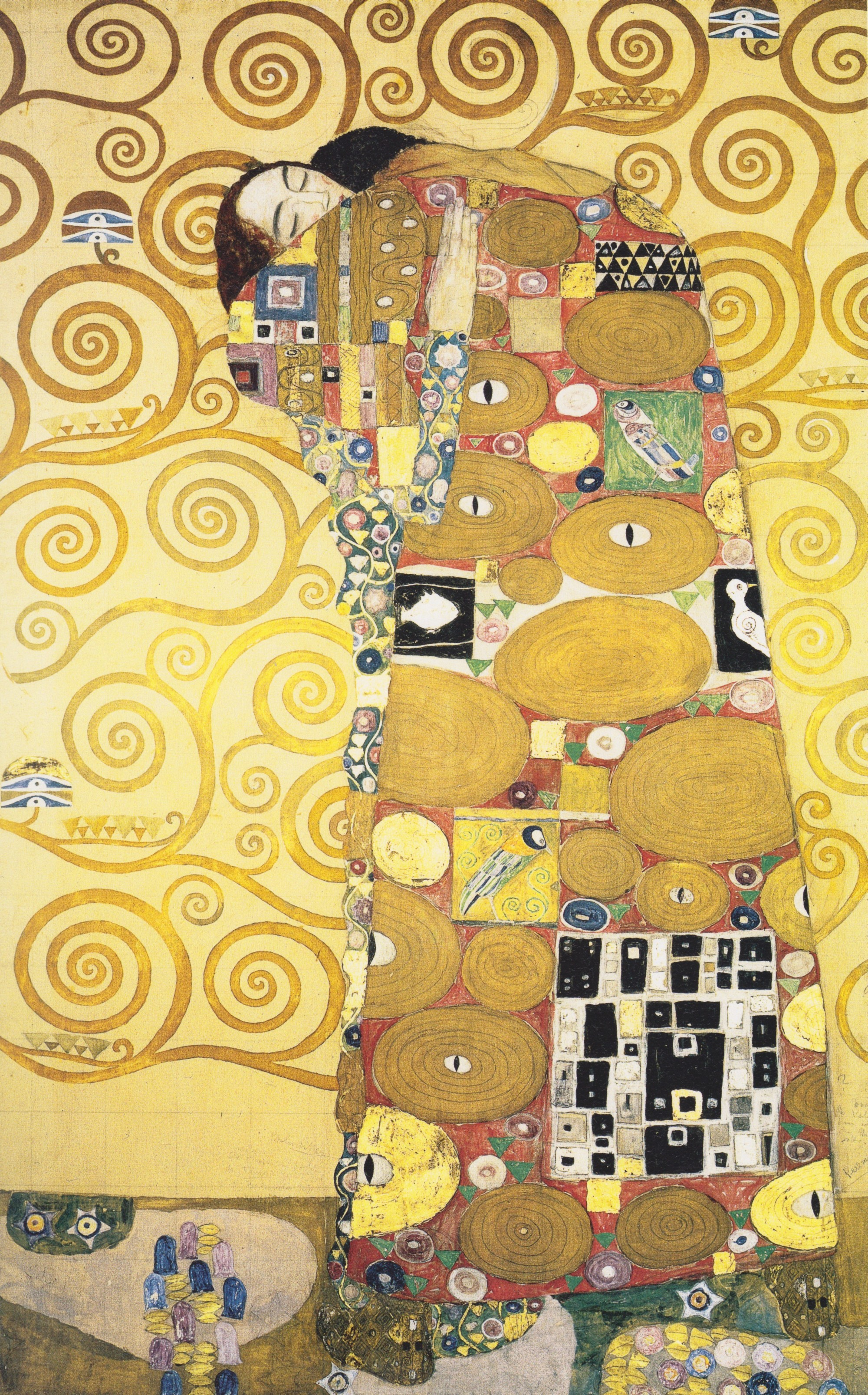